# Ryan Truesdell
Ryan Truesdell (Verona, 1980) is een Amerikaanse jazzmuzikant, componist, arrangeur, orkestleider en producent.

## Biografie
Truesdell groeide op in Madison. Zijn moeder was pianiste. Als kind leerde hij piano en viool spelen, tijdens de highschool leerde hij hobo en saxofoon. Hij studeerde aan de University of Minnesota muziekpedagogie en klassieke en jazzsaxofoon. Daarnaast hield hij zich bezig als orkestleider met de opvoering van werken van Dello Joio en Paul Hindemith. Aan het New England Conservatory studeerde hij compositie bij Bob Brookmeyer, wiens album Bob Brookmeyer with the NDR Big Band (2010) hij produceerde. Hij werkte tijdens de jaren 2000 in het Maria Schneider Orchestra, vervolgens als afschrijver, daarna als toermanager, arrangeur, componist en co-producent van de albums Concert in the Garden (2004) en Sky Blue (2007). In 2008 componeerde hij voor Todd Coolman (Perfect Strangers). Vanaf 2011 verwezenlijkte hij het Gil Evans-project Centennial. In 2015 bracht hij het opvolgende album Lines of Color uit.
Truesdell schreef composities en arrangementen voor onder andere Ingrid Jensen/ U.S. Air Force Band of the Pacific, Frank Kimbrough/University of Minnesota's Jazz Ensemble. Hij kreeg ook een compositieopdracht voor de New York Youth Symphony's Jazz Band Classic, die in 2009 in het Jazz at Lincoln Center in première ging. In 2014 won zijn Gil Evans project Centennial de criticuspoll van DownBeat in de Rising Star-categorie «Big Band» en won hij als arrangeur.

## Privéleven
Zijn broer Mike Truesdell is jazzdrummer. Truesdell woont in New York.
- International Standard Name Identifier: 0000 0003 6959 7995
- Library of Congress Control Number: no2012058168
- MusicBrainz: 863e4c7b-b645-465f-bc06-d717221c51b2
- Virtual International Authority File: 247885987
- WorldCat: E39PBJpPHhPQrtmvwPFq78MHG3